# Орден Королевского дома Чакри
Орден Королевского дома Чакри (тайск. เครื่องขัตติยราชอิสริยาภรณ์อันมีเกียรติคุณรุ่งเรืองยิ่งมหาจักรีบรมราชวงศ์ — Прославленный орден Королевского дома Чакри) — государственная награда Королевства Таиланд, второй по значимости королевский орден.

## История
Орден Королевского дома Чакри учредил в 1882 году король Рама V Чулалонгкорн для награждения членов тайский королевской семьи, иностранных монархов и глав государств.
Название ордена связано с правящей династией Чакри, которую в 1782 году основал король Рама I, в том же году провозгласивший Бангкок столицей Сиама.

## Статут
Орденом награждаются члены Королевского дома Чакри, представители других королевских домов и главы иностранных государств.
Награда, как и высший орден Раджамитрабхорна, не имеет степеней. Сувереном является правящий король Таиланда.

## Знаки ордена
Награждённый носит золотую орденскую цепь со знаком ордена на шее, звезду ордена на левой стороне груди и шёлковую орденскую ленту-перевязь светло-жёлтого цвета шириной 10 см через левое плечо с золотым медальоном с эмблемой Королевского дома Чакри у правого бедра.

## Иллюстрации

Эмблема Королевского дома Чакри
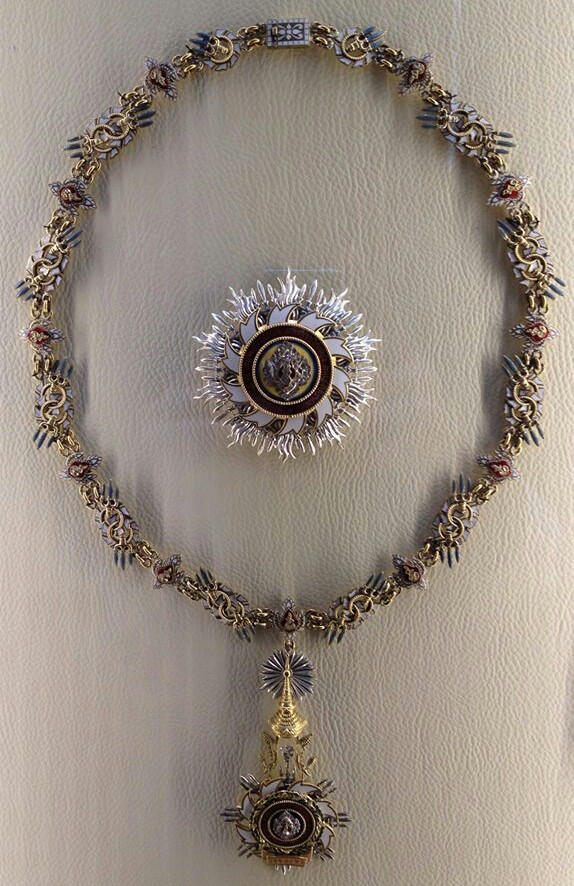
Знак на цепи и звезда ордена
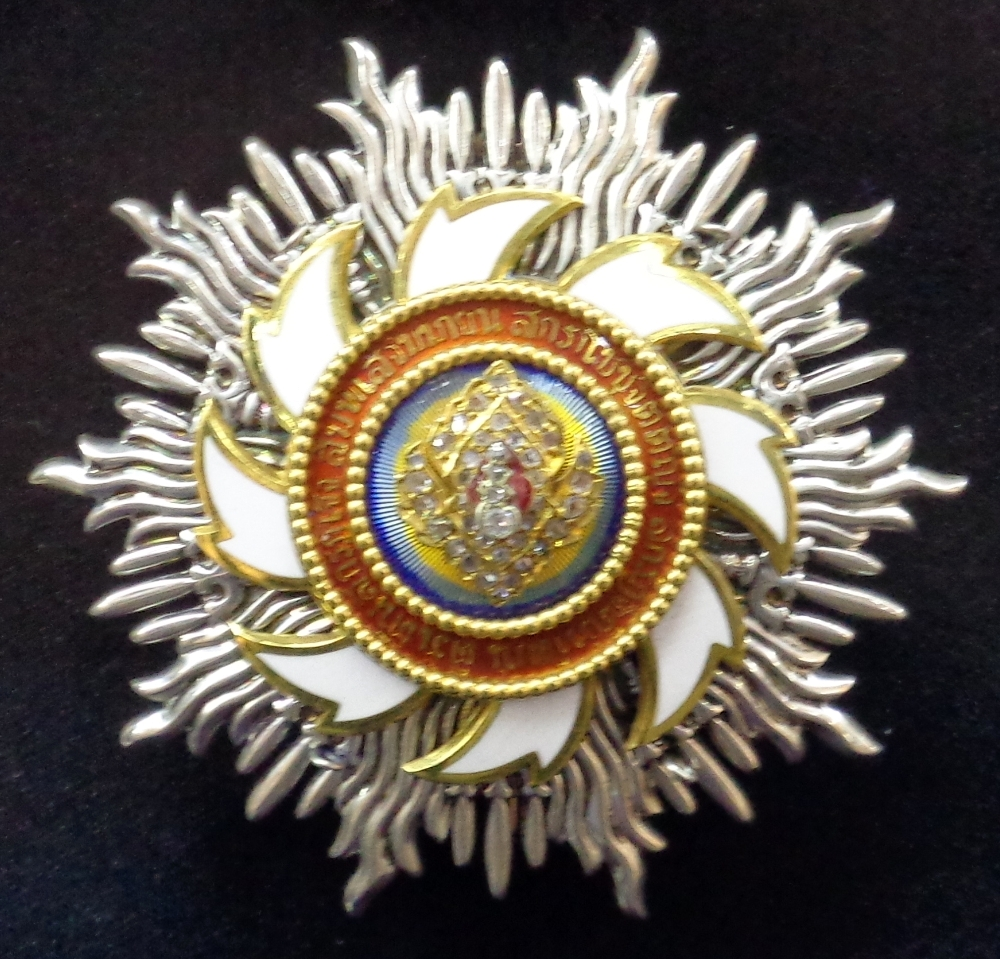
Звезда ордена
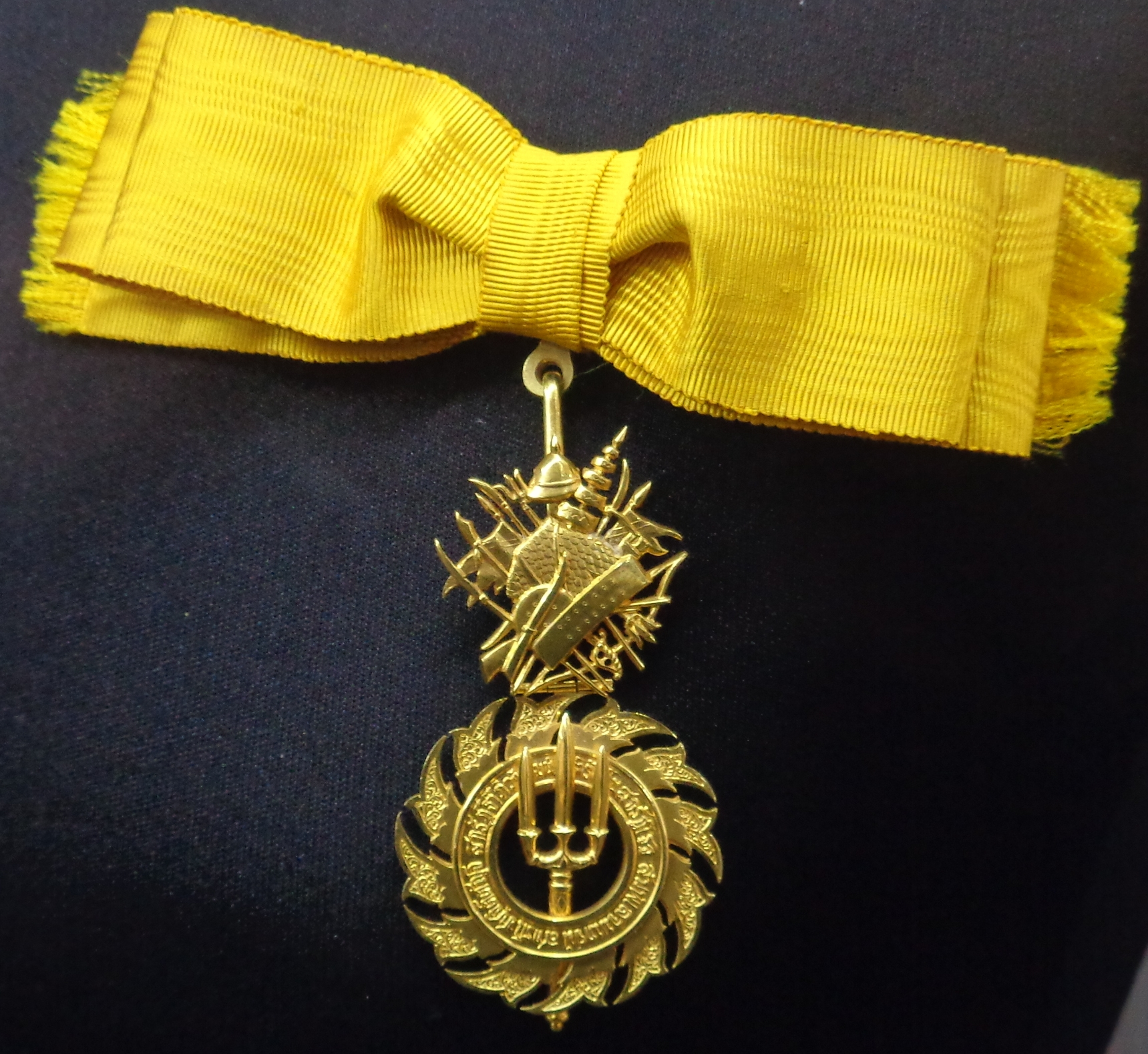
Знак ордена для ношения на ленте

## Награждённые
См. Кавалеры ордена Королевского дома Чакри